# Nigella oxypetala
Nigella oxypetala är en ranunkelväxtart. Nigella oxypetala ingår i släktet nigellor, och familjen ranunkelväxter.

## Underarter
Arten delas in i följande underarter:
- N. o. latisecta
- N. o. oxypetala